# Waldersbach
Waldersbach è un comune francese di 143 abitanti situato nel dipartimento del Basso Reno nella regione del Grand Est.
Dal 1º aprile 1974, fu fuso con i comuni di Bellefosse e Belmont, quindi nel 1975 con il comune di Fouday per formare il comune di Ban-de-la-Roche, che verrà sciolto il 1º gennaio 1992 ricostituendo i comuni originari.

## Società

### Evoluzione demografica
Abitanti censiti